# Jean-Baptiste Du Halde
Jean-Baptiste Du Halde (* 1. Februar 1674 in Paris; † 18. August 1743 ebenda) war ein französischer Jesuit, Geograph und Sinologe, der insbesondere durch das 1735 veröffentlichte, vierbändige Werk Description de la Chine et de la Tartarie chinoise (Beschreibung Chinas und der chinesischen Tartarei) bekannt wurde.

## Leben und Wirken

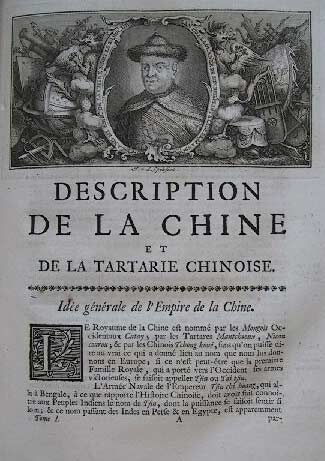
Description de la Chine, 1735, Titelblatt

Jean-Baptiste Du Halde absolvierte das Jesuitenkolleg Collège Louis-le-Grand, wurde am 8. September 1692 Mitglied der Societas Jesu und legte am 2. Februar 1708 die vier Gelübde ab. Er war zeit seines Lebens in Paris tätig, machte keine Reisen, war nie in China und konnte kein Chinesisch. Er war zeitweise Sekretär von Michel Le Tellier, dem Beichtvater von König Ludwig XIV., und ab 1729 Beichtvater von Louis I. de Bourbon, duc d’Orléans, des Sohnes des Regenten von Frankreich, Philippe II. de Bourbon, duc d’Orléans.
Er führte von 1711 bis zu seinem Lebensende die von Charles Le Gobien SJ begonnenen Veröffentlichungen der Lettres édifiantes et curieuses fort, einer regelmäßigen Ausgabe „erbauender und informativer Schreiben“ jesuitischer Missionare vor allem aus China, in denen verschiedenste Aspekte dieses bis dahin in Europa weitgehend unbekannten Landes dargestellt wurden.
Die aus den Schreiben der Missionare gewonnenen Informationen fasste er schließlich in dem vierbändigen Werk Description de la Chine et de la Tartarie chinoise zu einer umfassenden Beschreibung dieses Landes zusammen, ergänzt durch zahlreiche Karten, die Jean-Baptiste Bourguignon d’Anville auf der Grundlage der Karten der jesuitischen Missionare um Jean-Baptiste Régis angefertigt hatte, insbesondere die erste umfassende und zuverlässige Karte Chinas überhaupt. Die Beschreibung Chinas wurde in einer leicht abgeänderten Neuauflage 1736 in Den Haag herausgegeben und kurz danach ins Englische (London, 1739), ins Deutsche (Rostock, 1747–1756) und ins Russische (St. Petersburg, 1774–1777) übersetzt. Die Description de la Chine blieb lange das in ganz Europa verwendete Standardwerk über China. Die Karte Tibets, die auf den Beobachtungen zweier von den Jesuiten instruierter Lamas beruhten, war die einzige einigermaßen zuverlässige Karte dieses unzugänglichen Landes bis zum Ende des 19. Jahrhunderts.
Von Voltaire ist folgende Beschreibung Du Haldes überliefert:

« Jésuite; quoiqu’il ne soit point sorti de Paris, et qu’il n’ait point su le chinois, a donné sur les Mémoires de ses confrères la plus ample et la meilleure description de l’empire de la Chine qu’on ait dans le monde. »

„Jesuit; obwohl er Paris nie verlassen hat und keinerlei Chinesisch konnte, hat auf der Grundlage der Mitteilungen seiner Ordensbrüder die umfangreichste und beste Beschreibung des Kaiserreiches von China gegeben, die es auf der Welt gibt.“

## Werke
- Lettres édifiantes et curieuses, écrites des missions étrangères par quelques missionnaires de la Compagnie de Jésus. Band IX–XXVI. Paris, 1709–1743.
- Description géographique, historique, chronologique, politique et physique de l’empire de la Chine et de la Tartarie chinoise.
  - P. G. Le Mercier, Paris 1735, Band I (Digitalisat), Band II (Digitalisat)
  - Henri Scheurleer, Den Haag 1736, Band I (Digitalisat), Band II (Digitalisat), Band III (Digitalisat), Band IV (Digitalisat)
  - The General History of China: Containing A Geographical, Historical, Chronological, Political and Physical Description of the Empire of China, Chinese-Tartary, Corea and Thibet, Including an Extract and Particular Account of their Customs, Manners, Ceremonies, Religion, Arts and Sciences. John Watts, London 1736, Band I (Digitalisat), Band II (Digitalisat), Band III, Band IV; 2. Aufl. 1739, Band III (Digitalisat), Band IV (Digitalisat)
  - Ausführliche Beschreibung des Chinesischen Reichs und der grossen Tartarey. Johann Christian Koppe, Rostock 1747–1756, Band I 1747 (Digitalisat), Band II 1748 (Digitalisat), Band III 1749 (Digitalisat), Band IV 1749 (Digitalisat), Zusätze 1756 (Digitalisat)